# Kleinkastell Hillscheid
Das Kleinkastell Hillscheid war ein römisches Kastell des Obergermanischen Limes, der im Jahre 2005 den Status des UNESCO-Weltkulturerbes erlangte. Das in seinen Grundmauern teilkonservierte und -rekonstruierte Bodendenkmal befindet sich in den Wäldern nordöstlich der heutigen Ortsgemeinde Hillscheid, die zum rheinland-pfälzischen Westerwaldkreis gehört.

## Lage

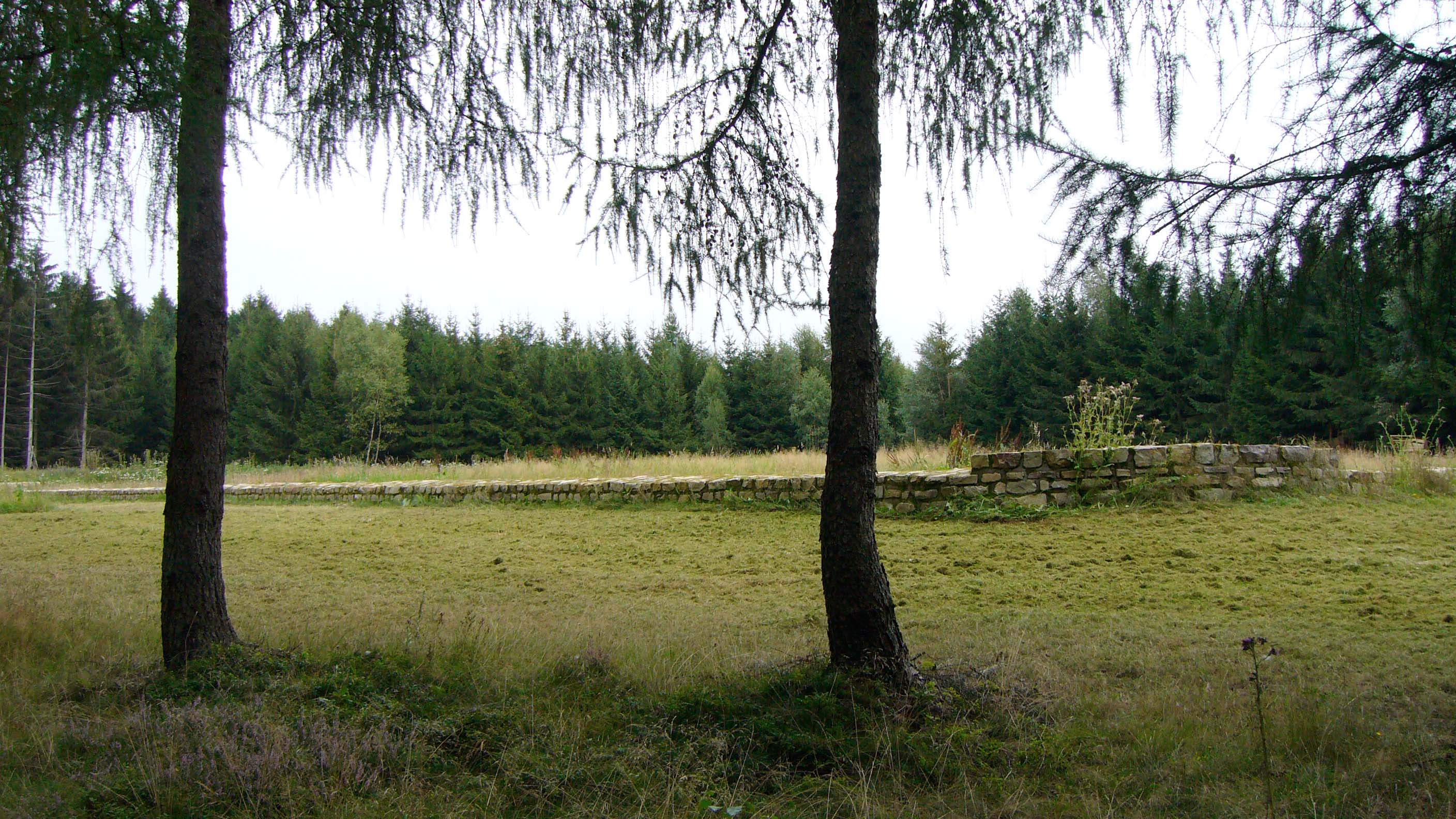
Rekonstruierte Grundmauern

Die kleine Fortifikation liegt einen guten Kilometer Luftlinie von Hillscheid entfernt im Hillscheider Wald, auf der Hochterrasse eines sich nach Südwesten erstreckenden Ausläufers der Montabaurer Höhe.

In römischer Zeit befand es sich etwa 22 Meter hinter dem Limeswall an einer Stelle, an der sich zwei aus der Rheinebene zu den Höhenzügen des Westerwaldes aufsteigende alte Wege vereinigten und den Limes kreuzten. Einer dieser Wege kam aus südwestlicher Richtung von der nächsten größeren Garnison, dem Kastell Niederberg, der zweite führte aus dem Raum Vallendar heran.

## Forschungsgeschichte

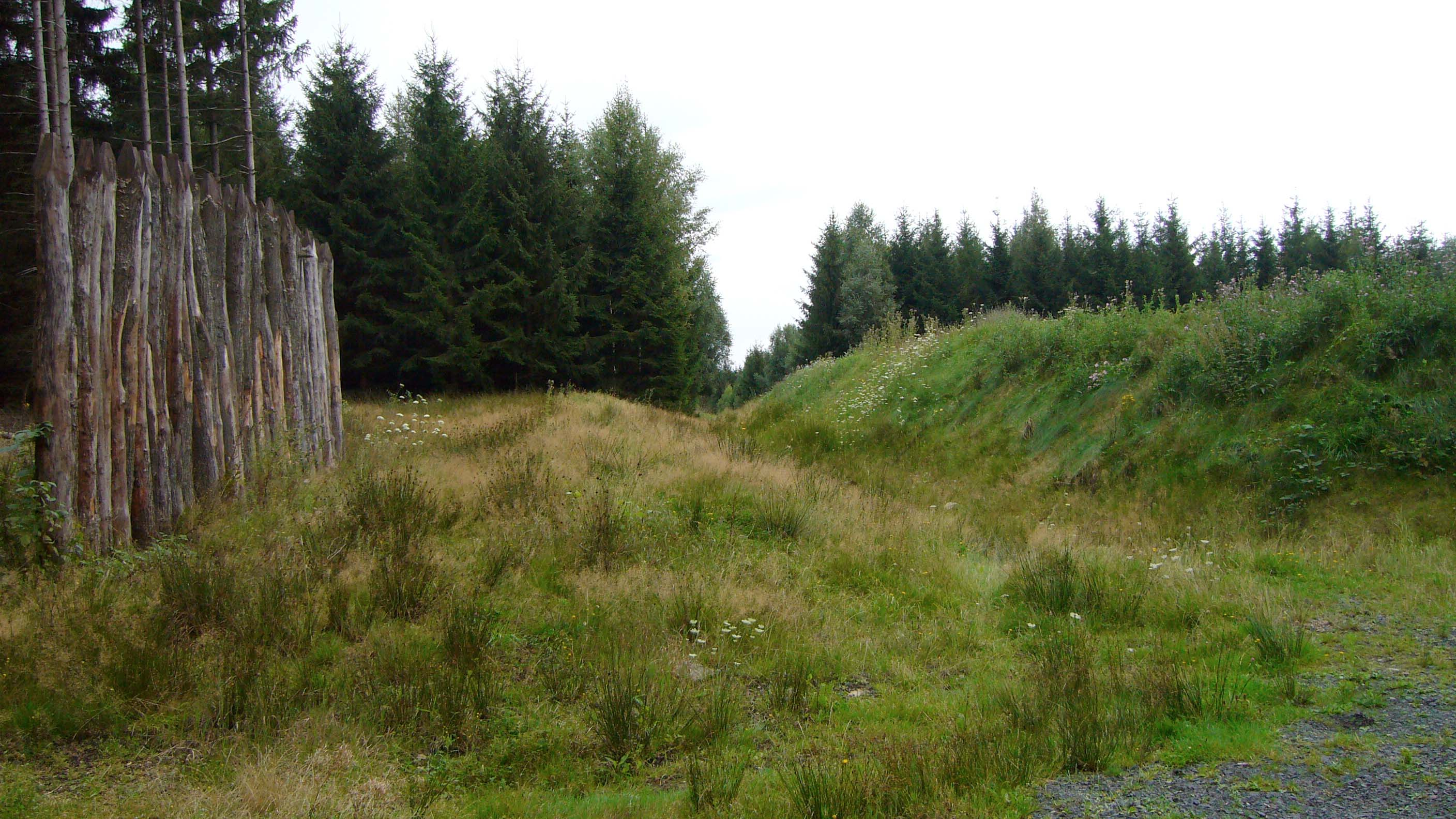
Wall und Graben des Limes mit rekonstruierter Palisade bei Hillscheid

Noch 1833 stellte der Limes- und Römerstraßenforscher Friedrich Wilhelm Schmidt guterhaltene Wälle und Gräben sowie eine nicht unbeträchtliche Höhe aufgehenden Mauerwerks der Wehranlage im Hillscheider Wald fest. Bereits 1857 musste Carl August von Cohausen konstatieren, dass nur noch geringe Bestandteile der Anlage sichtbar waren. Die Steine des Mauerwerks waren zwischenzeitlich für den Wegebau ausgebrochen, das Gelände war weitgehend planiert worden. In der Folgezeit vollendeten Schatzsucher das Werk der Verwüstung, so dass die Reichs-Limeskommission bei der Aufnahme ihrer Untersuchungen mit stark gestörten Befunden konfrontiert wurde. Die archäologischen Ausgrabungen der Kommission wurden im Frühjahr 1894 unter der örtlichen Leitung des Streckenkommissars Otto Dahm durchgeführt.
Nach einer über hundertjährigen Pause erfolgten 1999 erneute Untersuchungen durch die Archäologische Denkmalpflege, Amt Koblenz. Im Frühjahr 2003 wurden die Grundmauern des Kastells und des benachbarten Wachturms Wp 1/71 von der Gemeinde Hillscheid konserviert und teilrekonstruiert.

## Befunde

Grundrisszeichnung des Kastells von 1894, deren Richtigkeit in der späteren Forschung bezweifelt wurde und die heute als überholt angesehen werden muss

Rekonstruierte Grundmauern des Wp 1/71 vor den Grundmauern des Kleinkastells Hillscheid

Bei dem Kleinkastell von Hillscheid handelte es sich um eine Doppelanlage, die aus einem größeren Außen- und einem kleineren Innenkastell bestand. Der hohe Zerstörungsgrad der Befunde bereitete einer gesicherten Interpretation von Beginn der Untersuchungen an erhebliche Schwierigkeiten. Auch die Befunddokumentation der Reichs-Limeskommission ist vor diesem Hintergrund nur mit gewissen Vorbehalten zu betrachten.
Die größere Anlage nahm mit ihren Seitenlängen von 43,10 × 36,60 Meter eine Fläche von knapp 0,16 Hektar ein, die Mauerstärke betrug durchschnittlich 1,20 Meter. Die an ihren Ecken abgerundete Mauer war nach heutigen Erkenntnissen nicht mit Wehrtürmen besetzt. Auch das einzige, nach Südosten weisende Tor bestand lediglich aus einem einfachen, nur etwa zwei Meter breiten Durchlass. Vor der Mauer befand sich, nach einer 0,35 bis 1,10 Meter breiten Berme ein etwa sechs bis acht Meter breiter Graben mit einer erhaltenen Resttiefe von 70 bis 100 Zentimetern.

Spuren einer Innenbebauung konnten nicht nachgewiesen werden. Möglicherweise waren die Mannschaften in Zelten untergebracht.
Der Wehrbau innerhalb der Grundrisse des größeren Kastells wurde vermutlich erst zu einem späteren Zeitpunkt errichtet. Er hatte mit seinen Seitenlängen von 15,90 mal 15,40 Metern einen annähernd quadratischen Grundriss und nahm eine Fläche von nur gut 0,025 Hektar ein. Die an ihren Ecken ebenfalls abgerundete Wehrmauer hatte eine Mächtigkeit von 1,20 Metern. Das einzige, etwa 2,50 Meter breite Tor wies nach Nordwesten. Gegen das Außenkastell hin war der kleinere Wehrbau mit einem Graben abgegrenzt. In seiner südlichen Ecke befand sich ein vielleicht zwei- bis dreistöckiger, turmartiger Bau mit einer inneren Nutzfläche von rund 25,5 Quadratmetern. An seine Nordostseite war ein vermutlich nur eingeschossiger Vorraum mit einer Innenfläche von gut 5,5 Quadratmetern gesetzt. Die Mauerstärke beider Bauwerke betrug 100 Zentimeter.
Auf etwa halber Strecke zwischen dem Kastell und dem Limes befand sich der Wachturm Wp 1/71, der wie das Kastell in seinen Grundmauern rekonstruiert wurde.
Über die Besatzung der Hillscheider Garnison ist nichts Genaues bekannt. Vermutlich hat es sich um die Vexillatio (Detachement) einer größeren nahe gelegenen Auxiliareinheit gehandelt. Als Standort der Stammeinheit kommt das Kastell Niederberg in Frage.

## Limesverlauf zwischen dem Kleinkastell Hillscheid und dem Kastell Arzbach
Auf seinem Weg vom Kleinkastell Hillscheid zum nächsten Militärposten, dem Kastell Arzbach, ist der Limes nebst seinen Turmstellen im Wesentlichen recht gut erhalten. Teilweise ist er, insbesondere auf landwirtschaftlich genutzten Flächen, nur noch auf Luftbildern sichtbar, teilweise hat er sich, gerade in den etwas unzugänglicheren, bewaldeten Gebieten aber auch hervorragend erhalten können. Die Bürger und Vereine der anliegenden Gemeinden Hillscheid und Neuhäusel sind mit der Aufstellung von Informationstafeln, der Rekonstruktion der Befunde und der Anlage von Wanderwegen sehr bemüht, der Bedeutung der historischen Relikte auf ihrem Boden gerecht zu werden und diese der Öffentlichkeit zu präsentieren.
Spuren der Limesbauwerke zwischen dem Kleinkastell Hillscheid und dem Kastell Arzbach:
| ORL                 | Name/Ort                                        | Beschreibung/Zustand |
| Wp 1/68             |                                                 | Der vermutete Standort des Wachturms befand sich wahrscheinlich im Bereich der heutigen Kannenbäckerstraße am nordwestlichen Rand des Gewerbegebietes von Hillscheid und wurde bei Straßenbauarbeiten völlig zerstört. Eine Rekonstruktion befindet sich rund 150 Meter nordwestlich davon. Es handelt sich um einen der seltenen einigermaßen authentischen Rekonstruktionsversuche römischer Grenzwachtürme, der unter der fachlichen Anleitung durch das Saalburg-Museum, Bad Homburg vor der Höhe, entstand und 1994 fertiggestellt wurde. Der Eingang befindet sich nicht ebenerdig, sondern auf Höhe des ersten Stockwerks, aus sicherheitstechnischen Gründen musste allerdings ein zweiter Eingang im Parterre geschaffen werden. Von außen ist der Turm mit dem für römische Wachtürme und Auxiliarlager typischen weißen Anstrich mit aufgemalten roten Scheinfugen versehen. Die Grundmaße des quadratischen Turms betragen rund 5,00 × 5,00 Meter. Im Jahr 1996 wurde das Turminnere als Museum ausgestaltet, zudem befindet sich in unmittelbarer Nähe ein kleiner, 2002 errichteter Informationspavillon. |
| Wp 1/69             | „In der Hillscheider Sandgrube“                 | Bei den Grabungen 1894 noch dokumentierte, 1902 bereits verschwundene Reste eines quadratischen Steinturms mit einer Seitenlänge von fünf Metern und einer Mauerstärke von einem Meter. |
| Wp 1/70             |                                                 | Nur vermutete, nicht nachgewiesene Turmstelle. |
| KK                  | Kleinkastell Hillscheid                         | siehe oben |
| Wp 1/71             |                                                 | Konservierte und teilrekonstruierte Fundamente eines quadratischen Steinturms mit 5,60 Metern Seitenlänge und einer Mauerstärke von einem Meter. Das Erdgeschoss verfügte über einen Estrichfußboden. Auf dem Boden befand sich zum Zeitpunkt der Freilegung 1894 eine 0,40 Meter mächtige, mit einigem Fundmaterial angefüllte Brandschicht, die auf eine gewaltsame Zerstörung des Turmes hindeutet. Unterhalb des Steinturms konnten die Pfostensetzung eines älteren Holzturms sowie dessen flacher Ringgraben nachgewiesen werden. Die Turmstelle befindet sich rund 22 Meter hinter dem Wallgraben des Limes zwischen diesem und der Nordecke des Kleinkastells Hillscheid. |
| Wp 1/72             |                                                 | Schutthügel eines ehemaligen Steinturms. Die Ruine war zum Zeitpunkt der Freilegung bereits derartig schwer zerstört, dass die seitens der Reichs-Limeskommission ermittelten Maße von sieben Metern Seitenlänge bei einer Mauerstärke von 1,40 Metern nur mit Vorbehalt zu betrachten sind. Die Turmstelle befindet sich in rund 22 Metern Entfernung vom Wall des Limes. Nach einem hölzernen Vorgängerbau wurde nicht gesucht. |
| Wp 1/73             |                                                 | Schutthügel eines quadratischen Steinturms von 5,40 Metern Seitenlänge und 1,20 Metern Mauerstärke. |
| Wp 1/73 bis Wp 1/78 | „Steinrausch“ im Eitelborner Wald bei Neuhäusel | Unweit der Ortsgemeinde Neuhäusel, im Limesverlauf zwischen den Wachtürmen Wp 1/73 und Wp 1/78 befindet sich eine ausgedehnte Siedlung der mittleren bis späteren Hallstattzeit. Sie erstreckt sich unter Anpassung an die topographischen Gegebenheiten um den Berg Steinrausch im Eitelborner Wald und ist mit einem ungleichförmigen, nahezu vier Kilometer langen Umfassungsgraben versehen. Die Umwehrung der Anlage wie auch einzelne Gebäude in ihrem Inneren wurden durch den Bau des Limes an mehreren Stellen geschnitten. Nach der Entdeckung durch die Reichs-Limeskommission wurde die Siedlung selbst Ende des 19./Anfang des 20. Jahrhunderts – als eine der ersten größeren und vollständigen hallstattzeitlichen Siedlungen überhaupt – durch Wilhelm Soldan erforscht und dokumentiert. Auch ein zur Siedlung gehörendes, kleineres Gräberfeld wurde damals untersucht. |
| Wp 1/74             |                                                 | Aufgrund der durchschnittlichen Entfernung zwischen den Türmen vermuteter, aber nicht nachgewiesener Wachturm. |
| Wp 1/75             | „Am Steinrausch“                                | Die schon zur Zeit der Ausgrabungen durch die Reichs-Limeskommission sehr gut erhaltenen Grundmauern eines rechteckigen Steinturms wurden in den 1990er Jahren erneut freigelegt, konserviert und um einige Steinlagen aufgemauert. Es handelt sich um einen rechteckigen Wachturm mit den Seitenmaßen 5,20 × 4,40 Meter. Die Mauerstärke beträgt bis zu 1,20 Meter, der Fundamentsockel springt 0,15 bis 0,20 Meter weit vor. Das Bauwerk war auf einem künstlich angelegten Hügel errichtet worden und lag in römischer Zeit rund 31 Meter hinter der Palisade des Limes. Der Turm wurde durch Feuer zerstört. Ein hölzerner Vorgängerbau wurde nicht nachgewiesen oder nicht gesucht. |
| Wp 1/76 und 1/77    |                                                 | Aufgrund des markanten Limesknicks und der durchschnittlichen Entfernung zwischen den Türmen vermutete, aber nicht nachgewiesene Wachtürme. |
| Wp 1/78             | „Auf dem Haferröder“                            | Sichtbarer Schutthügel eines ehedem ungewöhnlich großen Steinturms. Der quadratische Steinbau besaß eine Seitenlänge von 8,50 Meter und eine Mauerstärke von einem Meter. Auf der Nordwestseite befand sich ein 1,80 Meter breiter Eingang. Umgeben war das Bauwerk von einem vier Meter breiten Graben, der zum Zeitpunkt der Ausgrabungen noch eine erhaltene Resttiefe von 1,20 Meter besaß. Die ungewöhnliche Größe resultiert vermutlich aus der Wichtigkeit des Turmes, der aus der Limeslinie deutlich nach Nordosten vorgeschoben war. Von der Galerie des auf 390 Meter NHN gelegenen Turmes war eine Aussicht über nahezu den gesamten Limesverlauf zwischen den Wachtürmen Wp 1/71 und Wp 1/84 möglich. Im Inneren des Gebäudes konnten die Pfostenlöcher des hölzernen Vorgängerturms identifiziert werden. |
| Wp 1/79             | „Rotlöffel“                                     | Zur Zeit der RLK bereits durch Steinraub völlig zerstörter Turm. |
| Wp 1/80             |                                                 | Spuren einer Steinturmruine. Bei den Untersuchungen von 1894 wurde ein ehemals quadratischer Steinturm mit Seitenlängen von 4,60 Meter und einer Mauerstärke von einem Meter dokumentiert. |
| Wp 1/81             | „Auf dem Mühlberg“                              | Spuren eines ehemals quadratischen Steinturms mit 5,20 Meter Seitenlänge und einem Meter mächtigen Mauern. |
| Wp 1/82             |                                                 | Aufgrund der durchschnittlichen Entfernung zwischen den Türmen vermuteter, aber nicht nachgewiesener Wachturm. |
| ORL 3               | Kastell Arzbach                                 | siehe Hauptartikel Kastell Arzbach |

## Denkmalschutz
Das Kleinkastell Hillscheid und die erwähnten Bodendenkmale sind als Abschnitt des Obergermanisch-Rätischen Limes seit 2005 Teil des UNESCO-Welterbes. Außerdem sind die Anlagen Kulturdenkmale nach dem Denkmalschutz- und -pflegegesetz (DSchG) des Landes Rheinland-Pfalz. Nachforschungen und gezieltes Sammeln von Funden sind genehmigungspflichtig, Zufallsfunde an die Denkmalbehörden zu melden.